# Opština Apatin

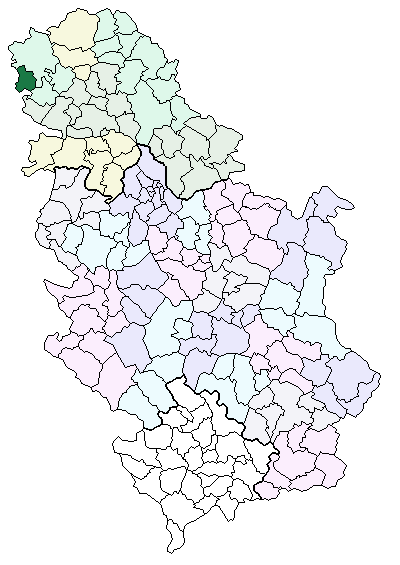
Lage der Gemeinde innerhalb Serbiens

Die Opština Apatin ist eine Opština (Großgemeinde) im Okrug Zapadna Bačka der Vojvodina, Serbien. Die Großgemeinde hat eine Fläche von 378,99 km2 und 28.929 Einwohner. Verwaltungssitz ist Apatin.

## Gemeindegliederung

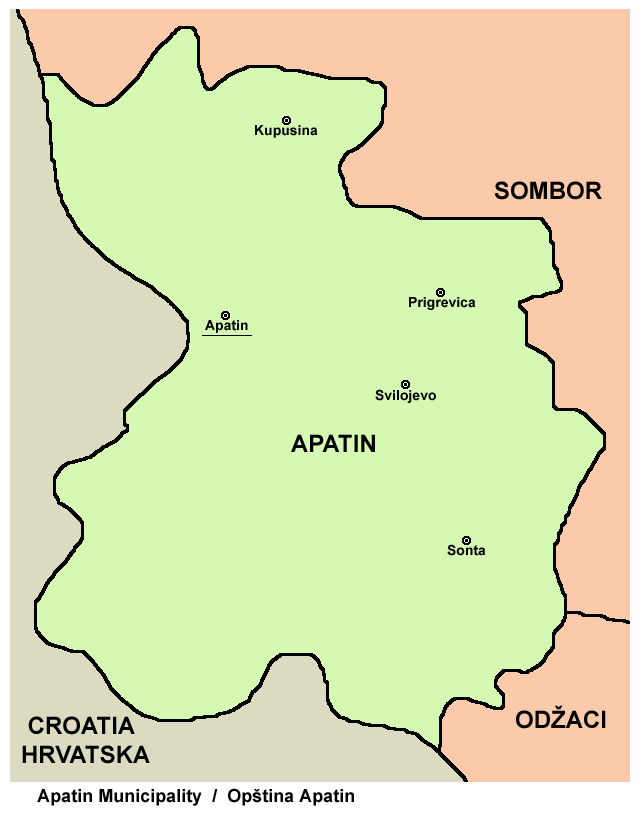
Gliederung der Gemeinde

Neben Apatin (112,93 km2) liegen folgende Dörfer in der Großgemeinde:
- Kupusina (62,49 km2)
- Prigrevica (40,26 km2)
- Svilojevo (37,55 km2)
- Sonta (125,76 km2)